# Bill Sidwell
Oswald William Thomas «Bill» Sidwell (Goulburn, Nova Gal·les del Sud, Austràlia, 16 d'abril de 1920 – Caringbah, 19 d'agost de 2021) va ser un tennista australià.
Va disputar cinc finals de Grand Slam en dobles masculins, de les quals aconseguí imposar-se en un US Championships junt a John Bromwich. També fou finalista en una ocasió en dobles mixts. Va formar part de l'equip australià de Copa Davis, amb el qual va disputar dues finals però sense èxit.

## Torneigs de Grand Slam

### Dobles masculins: 5 (1−4)
| Resultat  | Núm. | Any  | Campionat                   | Parella        | Oponents                         | Marcador                |
| --------- | ---- | ---- | --------------------------- | -------------- | -------------------------------- | ----------------------- |
| Finalista | 1.   | 1947 | Internationaux de France    | Tom Brown      | Eustace Fannin Eric Sturgess     | 4−6, 6−4, 4−6, 3−6      |
| Finalista | 2.   | 1947 | Wimbledon Championships     | Tony Mottram   | Bob Falkenburg Jack Kramer       | 6−8, 3−6, 3−6           |
| Finalista | 3.   | 1949 | Australian Championships    | Geoffrey Brown | John Bromwich Adrian Quist       | 6−1, 5−7, 2−6, 3−6      |
| Guanyador | 1.   | 1949 | US Championships            | John Bromwich  | Frank Sedgman George Worthington | 6−4, 6−0, 6−1           |
| Finalista | 4.   | 1950 | Wimbledon Championships (2) | Geoff Brown    | John Bromwich Adrian Quist       | 5−7, 6−3, 3−6, 6−3, 2−6 |

### Dobles mixts: 1 (0−1)
| Resultat  | Núm. | Any  | Campionat                | Parella           | Oponents                       | Marcador      |
| --------- | ---- | ---- | ------------------------ | ----------------- | ------------------------------ | ------------- |
| Finalista | 1.   | 1948 | Australian Championships | Thelma Coyne Long | Nancye Wynne Bolton Colin Long | 5−7, 6−4, 6−8 |

## Palmarès

### Equips: 2 (0−2)
| Resultat  | Núm. | Data                      | Torneig                             | Superfície | Equip                                  | Oponents                                                  | Marcador |
| --------- | ---- | ------------------------- | ----------------------------------- | ---------- | -------------------------------------- | --------------------------------------------------------- | -------- |
| Finalista | 1.   | 4 − 6 de setembre de 1948 | Copa Davis, Nova York, Estats Units | Gespa      | Geoffrey Brown Colin Long Adrian Quist | Gardnar Mulloy Frank Parker Ted Schroeder Bill Talbert    | 0−5      |
| Finalista | 2.   | 26 − 29 d'agost de 1949   | Copa Davis, Nova York               | Gespa      | John Bromwich Frank Sedgman            | Pancho Gonzalez Gardnar Mulloy Ted Schroeder Bill Talbert | 1−4      |